# Arjuna-Asteroid
Arjuna-Asteroiden gehören zur Klasse der erdnahen Asteroiden (englisch Near-Earth asteroid, NEA), einer Gruppe der erdnahen Objekte (englisch Near-Earth object, NEO).

## Umlaufbahnen
Charakteristisch für Asteroiden dieser Klasse ist ihr erdähnlicher Orbit mit geringer Bahnneigung, geringer Exzentrizität und Umlaufdauern von etwa einem Erdjahr. Sie befinden sich damit in Resonanz zur Erde als Erd-Trojaner oder auf sogenannten Hufeisenumlaufbahnen. Zeitweise können sie auch als Quasisatellit scheinbar die Erde umkreisen.

## Benennung
Die unscharfe Definition des Arjuna-Typs umfasst Asteroiden der drei etablierten Kategorien erdnaher Asteroiden.
Anders als die drei anderen Typklassen wurde die Arjuna-Klasse nicht nach einem Asteroiden benannt, sondern nach einer Figur der hinduistischen Mythologie: Arjuna.

## Beispiele
Als Mitglieder der Gruppe gelten (mit ihrer Einordnung als Apolloasteroid (APO) oder Atenasteroid (ATE) in Kleinbuchstaben):
- 2002 AA29 (ATE)
- (419624) 2010 SO16 (APO)
- (469219) Kamoʻoalewa (APO)

## Potentielle Ziele für Raumfahrtmissionen
Asteroiden dieser seltenen Klasse sind mit verhältnismäßig geringem Aufwand (Delta v) von der Erde aus zu erreichen. Deshalb gibt es Überlegungen einen oder mehrere dieser Objekte mit einer Raumfahrtmission zu erforschen. In der Zukunft könnten hier eventuell auch Rohstoffe abgebaut werden.